# Westindian Records
 (mars 2016).
Si vous disposez d'ouvrages ou d'articles de référence ou si vous connaissez des sites web de qualité traitant du thème abordé ici, merci de compléter l'article en donnant les références utiles à sa vérifiabilité et en les liant à la section « Notes et références ».
Westindian Records, anciennement Redzone Records, est un label discographique français de reggae, ragga, dancehall et hip-hop (sous Redzone Records), basé en Martinique, dans les Antilles françaises. Il est fondé en 1997 par Laurent « LLD » LeDuc.

## Histoire
Le label est fondé en 1997 par Laurent « LLD » LeDuc. Ses musiques sont très prisées des amateurs de tuning et du public pour sa prédominance en basse et ses textes dénonciateurs. Westindian Records propulse, voire lance, la carrière de groupes et chanteurs tels que Papa Tank, Sensitive, Lyricson, Rott Mc, Saya, Radikal, Mighty Mike, Dantology, et bien d'autres. Le concept de ce label est de créer et commercialiser des albums de riddims où des artistes underground ont des messages forts à faire passer. 
Le « collectif Redzone », composé des premiers « poulains » du label, s'est créé à l'image du nom du label à l'époque. Ce collectif s'est énormément produit sur scène aux Antilles et en France entre 1997 et 2000. Les chanteurs Mighty Mike et Dantology ont obtenu le prix SACEM meilleur ragga 2004 grâce au morceau Han de l'album Génération Dancehall 1. Ce label est pour la plupart de ses artistes un tremplin afin qu'ils puissent entamer leur carrière solo.

## Artistes notables
- 4 Hard Way (Lord San, Stevie D, Life Boat & Mystikal Hight)
- Celo
- C'Rim
- Danthology
- DDK
- Djama Keita
- Flya
- La Patrie (Byronn, Jonas & Paille)
- Lotsy
- Lyricson
- Maj Trafyk
- Mighty Mike
- Mystah Perry (Peripéthie)
- Papa Tank (B-NOK & OPAC MASS)
- Radikal (R.A.D.I.K.A.L)
- Redzone
- Rott Mc
- Saya
- Sensitive
- Snake Tong
- X Man Dancehall
- Yaniss Odua

## Discographie
- 2013 : Cho Kolla Cho Killa (vol. 2)